# Pichincha (metropolitana di Buenos Aires)
Pichincha è una stazione della linea E della metropolitana di Buenos Aires. Si trova sotto l'intersezione di avenida San Juan e calle Pichincha, nel barrio di San Cristóbal.
La stazione è stata proclamata monumento storico nazionale il 16 maggio 1997.

## Storia
La stazione fu costruita dalla compagnia ispano-argentina CHADOPyF e inaugurata il 20 giugno 1944 come parte del primo segmento compreso tra General Urquiza e San José.

## Interscambi
Nelle vicinanze della stazione effettuano fermata diverse linee di autobus urbani ed interurbani.
- Fermata autobus

## Servizi
La stazione dispone di:
- Biglietteria a sportello
- Biglietteria automatica